# Grono
Grono és un municipi del cantó dels Grisons (Suïssa), situat al districte de Moesa.